# هنري لورانس بيرنت
هنري لورانس بيرنت (بالإنجليزية: Henry Lawrence Burnett)‏ هو ضابط ومحامي أمريكي، ولد في 26 ديسمبر 1838 في يونغزتاون في الولايات المتحدة، وتوفي في 4 يناير 1916 في قرية غوشن في الولايات المتحدة.